# 普雷西亚
普雷西亚（法語：Pressiat，法語發音：[pʁesja]）是法国东部安省的一个旧市镇，属于布雷斯地区布尔格区。

## 地理
普雷西亚（46°19'23"N, 5°23'8"E）面积6.01 平方千米，位于法国奥弗涅-罗讷-阿尔卑斯大区安省，该省份为法国东部省份，北起汝拉省，西北接索恩-卢瓦尔省，西接罗讷省和里昂大都会，南至伊泽尔省，东与萨瓦省、上萨瓦省和瑞士接壤。
与普雷西亚接壤的市镇（或旧市镇、城区）包括：库尔芒古、特雷福尔-屈西亚、布尔西亚。
普雷西亚的时区为UTC+01:00、UTC+02:00（夏令时）。

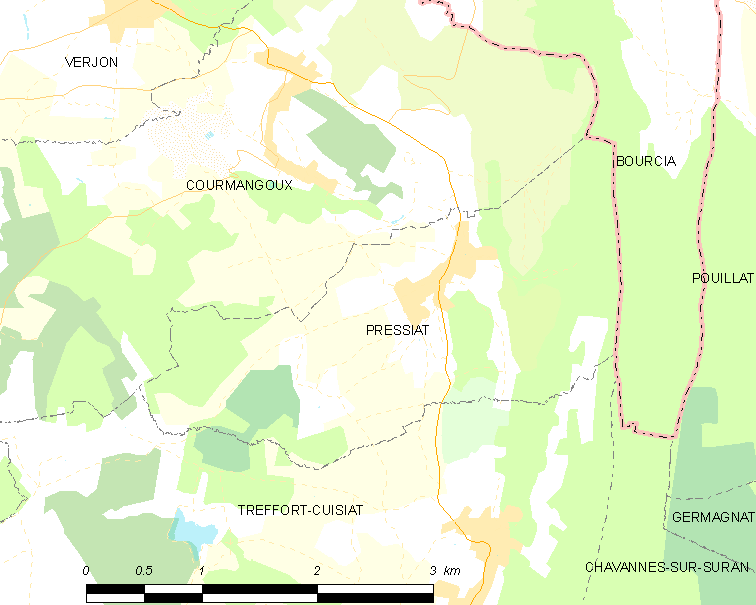
普雷西亚的OSM定位图

## 行政
普雷西亚的邮政编码为01370，INSEE市镇编码为01312。

## 政治
普雷西亚所属的省级选区为圣艾蒂安迪布瓦县。

## 人口

1962-2008年间普雷西亚人口变化图示

普雷西亚于2018年1月1日时的人口数量为263人。